# Valle de Manzanedo
Valle de Manzanedo est une commune d'Espagne dans la communauté autonome de Castille-et-León, province de Burgos, comarque de Merindades. Elle s'étend sur 70,44 km2 et comptait environ 168 habitants en 2011.